# Kormisosj
Kormisosj was van ca. 753 tot 756 kan van Bulgarije en was een telg van de Vokil-dynastie.

## Context
Na de dood van kan Sevar ontstond er een troonstrijd tussen de Douloclan en de Vokilclan. De Byzantijnse keizer Constantijn V maakte van de interne strijd en de luwte in de Byzantijns-Arabische oorlogen gebruik om de Byzantijns-Bulgaarse oorlogen te hervatten. Vermoedelijk sneuvelde Kormisosj tijdens de Slag bij Marcellae (756).